# Копальня Асіо

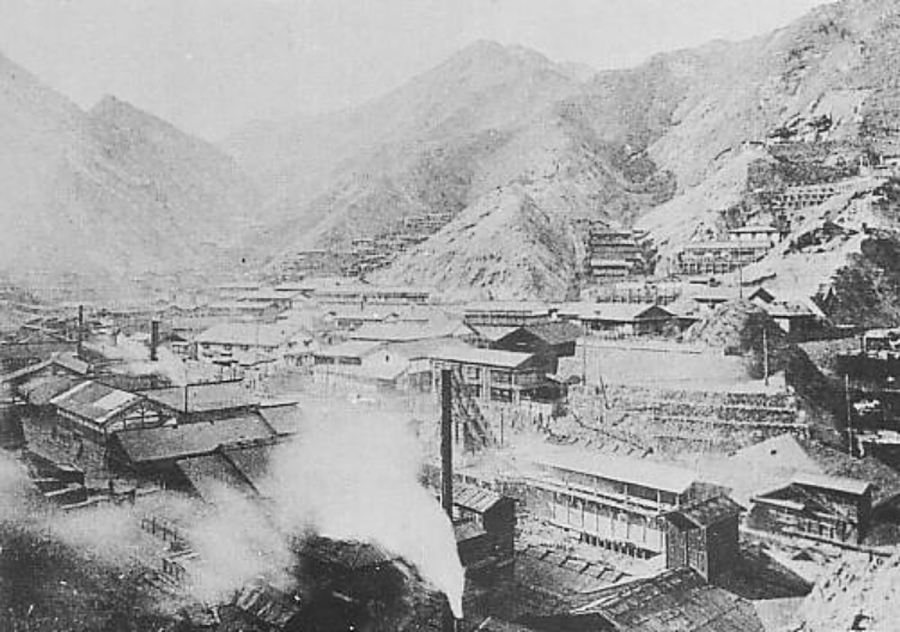
Копальня Асіо (1895)

Копальня Асіо (яп. 足尾銅山, あしおどうざん, асіо додзан) — мідний рудник в Японії, на території кварталу Асіо міста Нікко префектури Тотіґі. Працював з 1550 по 1973 роки. Протягом 17 — 19 століття перебував під безпосереднім контролем сьоґунату Токуґава. Після реставрації Мейдзі управлявся приватним підприємством «Металургія Фурукава». Діяльність рудокопів спричинила забруднення басейну річки Ватарасе.